# Septembre 1965

## Évènements
- La Chine s’engage à construire au Mali un des plus puissants postes émetteurs du continent africain.
- Premières élections législatives en Afghanistan.
- Sommet arabe de Casablanca. Le souverain saoudien Fayçal lance l’idée des sommets islamiques réunissant des représentants de l’ensemble du monde musulman[1]. Il s’agit de remettre en cause le leadership nassérien sur le monde arabe.

- 1er septembre :
  - Le Tibet (Xizang) reçoit officiellement le statut de région autonome de la république populaire de Chine, et Pékin annonce que de profondes transformations socialistes vont être entreprises dans la province. Le panchen-lama est destitué. Pendant la révolution culturelle, les Gardes rouges intensifient les persécutions antireligieuses, et dynamitent des centaines de monastères et de monuments bouddhistes. On estime qu’un sixième de la population tibétaine a disparu depuis 1950 à la suite des conflits des années 1950-1970[2].
  - France : François Mitterrand est candidat à l'élection présidentielle.

- 9 septembre, France : conférence de presse de Charles de Gaulle annonçant le retrait français de l’OTAN au plus tard en 1969.

- 10 septembre, France : création autour de François Mitterrand de la Fédération de la gauche démocrate et socialiste (FGDS) par la SFIO, le parti radical et les clubs de la Convention des institutions républicaines.

- 12 septembre : l'Écossais Jackie Stewart (BRM) remporte sur le circuit de Monza la 1re victoire de sa carrière en Formule 1 en s'imposant lors du GP d'Italie devant l'ancien champion du monde britannique Graham Hill (BRM, 2e) et l'Américain Dan Gurney (Brabham-Climax, 3e).

- 17 septembre : le conservateur modéré Stephanos Stephanopoulos devient Premier ministre en Grèce (fin le 22 septembre 1966).

- 19 septembre (Allemagne de l’Ouest) : élections du 5e Bundestag.

- 23 septembre (deuxième guerre indo-pakistanaise) : le secrétaire général des Nations unies, U Thant, réussit à négocier un cessez-le-feu. La guerre fait environ 5000 tués chez les Indiens, et 4000 chez les Pakistanais.

- 26 septembre, France : élections sénatoriales, confirmation du recul de la Droite.

- 30 septembre - 1er octobre : mouvement du 30 septembre en Indonésie[3]. Un lieutenant-colonel de la garde présidentielle, Untung, annonce avoir déjoué un complot contre le président Soekarno qui aurait été fomenté par un « conseil des généraux ». Il annonce également la formation d'un « conseil révolutionnaire » de 45 membres. On apprend que six généraux ont été assassinés la nuit précédente. Le général Soeharto prend la tête de la répression.

## Naissances
- 5 septembre : César Rincón, matador colombien.
- 7 septembre : Özen Yula, écrivain turc.
- 11 septembre : 
  - Bachar el-Assad, homme d'État syrien.
  - Tomo Fujita, guitariste japonais.
  - Moby, musicien américain.
- 14 septembre :
  - Matthieu Arnold, professeur d'histoire moderne et contemporaine français.
  - Mark Dodd, joueur de soccer américain.
  - Olivier Frébourg, journaliste, écrivain et éditeur français.
  - David Gilford, golfeur anglais.
  - Paul Hodkinson, boxeur anglais.
  - Xavier Malle, prélat catholique français.
  - Dmitri Medvedev (Дми́трий Анато́льевич Медве́дев), homme d'État russe.
  - Vittoria Salvini, coureuse de fond italienne spécialisée en course en montagne.
  - Michelle Stafford, actrice américaine.
  - Yoshinori Taguchi, joueur de football japonais.
- 19 septembre : Sunita Williams, astronaute américaine.
- 20 septembre : Nevi Zuairina, femme politique indonésienne.
- 21 septembre : Frédéric Beigbeder, romancier français.
- 22 septembre : Shinji Higuchi, réalisateur japonais.
- 23 septembre : Ed Llewellyn, ambassadeur britannique en France depuis 2016.
- 25 septembre : 
  - Scottie Pippen, joueur de NBA américain.
  - Anne Roumanoff, humoriste et comédienne française.
- 26 septembre : Petro Porochenko, homme d'affaires et homme politique ukrainien.
- 27 septembre : 
  - Bernard Lord, premier ministre du Nouveau-Brunswick.
  - Peter MacKay, dernier chef du Parti progressiste-conservateur du Canada.
  - Nathalie Rihouet, présentatrice météo française.
- 28 septembre : 
  - Roschdy Zem, acteur et réalisateur franco-marocain.
  - Éric Ciotti, homme politique français.
- 30 septembre : Corine Serra-Tosio, tireuse sportive française.

## Décès
- 4 septembre : Albert Schweitzer
- 24 septembre : Paul Preyat, sculpteur et peintre français (° 16 janvier 1892).